# Gerard Piqué
Gerard Piqué Bernabeu (tiếng Catalunya: [ʒəˈɾaɾt piˈke βəɾnəˈβew], tiếng Tây Ban Nha: [ɟʝeˈɾaɾ piˈke βeɾnaˈβew]; sinh ngày 2 tháng 2 năm 1987) là một cựu cầu thủ bóng đá chuyên nghiệp người Tây Ban Nha từng thi đấu ở vị trí trung vệ. Anh được đánh giá là một trong những trung vệ xuất sắc nhất thế giới trong thế hệ của mình.
Ban đầu là một trong những học viên triển vọng nhất tại La Masia, Piqué gia nhập đội trẻ của Manchester United vào năm 2004. Anh trở lại Barcelona vào năm 2008 dưới sự dẫn dắt của Pep Guardiola và giúp câu lạc bộ giành cú ăn ba trong các mùa giải 2008–09 và 2014–15. Anh là một trong bốn cầu thủ đã vô địch UEFA Champions League hai năm liên tiếp với các đội bóng khác nhau, những người còn lại là Marcel Desailly, Paulo Sousa và Samuel Eto'o.
Piqué đã khoác áo Tây Ban Nha 102 lần, trận đầu tiên ngày 11 tháng 2 năm 2009. Anh đóng vai trò quan trọng ở các đội tuyển Tây Ban Nha vô địch World Cup 2010 và Euro 2012. Anh từ giã đội tuyển quốc gia sau World Cup 2018.
Ngày 5 tháng 11 năm 2022, Gerard Piqué chính thức giã từ sự nghiệp thi đấu quốc tế sau 18 năm thi đấu chuyên nghiệp.

## Sự nghiệp câu lạc bộ

### Đầu đời
Sinh ra tại Barcelona, Catalunya, Pique bắt đầu sự nghiệp tại đội trẻ Barcelona. Trước khi anh thi đấu chuyên nghiệp, anh đã gia nhập Manchester United. Đội bóng tới từ nước Anh không phải trả khoản phí nào cho Pique bởi anh chưa đủ tuổi để ký hợp đồng chuyên nghiệp.

### Manchester United
Piqué có trận ra mắt Manchester United vào tháng 10 năm 2004, vào thay John O'Shea ở phút 67 trong chiến thắng 3–0 trước Crewe Alexandra tại League Cup. Anh có trận thi đấu toàn bộ 90 phút lần đầu tiên vào tháng 1 năm 2005 trong trận hòa 0–0 với Exeter City tại Cúp FA. Pique có trận ra mắt Ngoại hạng Anh vào ngày 15 tháng 10 năm 2005, khi vào sân thay cho O'Shea, trong chiến thắng 3-1 trước Sunderland. Trận đấu đầu tiên anh ra sân ngay từ đầu tại Ngoại hạng Anh diễn ra vào ngày 29 tháng 3 năm 2006, đấu với West Ham United tại Old Trafford, chơi ở vị trí hậu vệ phải khi Gary Neville vắng mặt do chấn thương.
Sau màn trình diễn của anh, một bản hợp đồng mới đã được ký vào tháng 2 năm 2005, có thời hạn đến mùa hè năm 2009. Vào ngày 4 tháng 8 năm 2006, câu lạc bộ thi đấu tại La Liga, Real Zaragoza, đã mượn Piqué trong một thời gian. Các điều khoản có việc Piqué phải ra sân trong ít nhất 20 trận cho câu lạc bộ Aragon. Sau 22 lần ra sân trong đội một, anh thường được thi đấu ở vị trí trung vệ hoặc một tiền vệ phòng ngự.
Vào ngày 5 tháng 5 năm 2007, có thông báo rằng Piqué sẽ ở lại Old Trafford trong mùa giải tiếp theo. Sir Alex Ferguson đánh giá cao phong độ của Piqué tại La Romareda trước khi cuộc họp mà 2 bên sẽ thảo luận về tương lai của Piqué với câu lạc bộ. Tuy nhiên, Sir Alex không thể tham dự vì lý do cá nhân.
Piqué ra sân 9 trận tại mùa giải 2007–08 sau khi trở lại Old Trafford. Trong lần đầu ra sân tại UEFA Champions League, Piqué đã đóng góp 1 bàn thắng trong chiến thắng 4–0 trên sân nhà trước Dynamo Kyiv vào ngày 7 tháng 11 năm 2007. Với bàn thắng này, anh trở thành cầu thủ thứ 450 ghi bàn cho câu lạc bộ. Bàn thắng thứ hai của anh cho câu lạc bộ cũng ở Champions League, trong trận đấu trên sân khách gặp Roma, vào ngày 12 tháng 12 năm 2007.

### Trở lại Barcelona

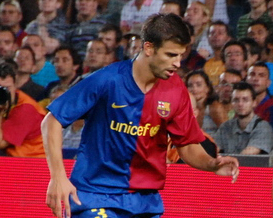
Piqué thi đấu tại Cúp Joan Gamper 2008.

Vào ngày 27 tháng 5 năm 2008, Piqué ký hợp đồng 4 năm với Barcelona, với điều khoản mua đứt có giá trị 5 triệu euro. Anh bày tỏ niềm vui khi tái ký hợp đồng với câu lạc bộ thời thơ ấu của mình, mặc dù Piqué thừa nhận rằng anh cũng rất thích khoảng thời gian của mình tại Manchester United: 
Tôi rất vui khi được trở lại, tôi không nghĩ mình sẽ lại ở đây nhưng điều này rất tốt cho tôi. Manchester United là một câu lạc bộ tuyệt vời và tôi rất thích chiến thắng. Được chơi với những cầu thủ đẳng cấp thế giới đã giúp ích cho tôi và bây giờ tôi muốn tiếp tục điều này tại Barça.
Bàn thắng đầu tiên của Piqué cho Barcelona là trong chiến thắng 5–2 trước Sporting CP tại vòng bảng UEFA Champions League 2008–09 vào ngày 26 tháng 11 năm 2008. Piqué có bàn thắng quốc nội đầu tiên sau đó hai tháng, vào ngày 29 tháng 1 năm 2009, trong trận đấu tại Copa del Rey với Espanyol. Bàn thắng được ghi từ một quả phạt góc ở phút 57, đó chính là bàn ấn định chiến thắng 3–2 cho Barcelona. Vào ngày 2 tháng 5 năm 2009, Piqué ghi bàn thắng thứ cho Barcelona trong chiến thắng 6–2 trước Real Madrid tại Santiago Bernabéu, sau đó anh tạo ra một màn ăn mừng bàn thắng cuồng nhiệt khi nắm lấy chiếc áo đấu của Barcelona.
Vào ngày 13 tháng 5 năm 2009, anh ấy có chiếc cúp đầu tiên trong sự nghiệp ở Barcelona khi cùng câu lạc bộ giành chiến thắng 4–1 trước Athletic Bilbao trong trận chung kết Copa del Rey. Ba ngày sau, Barcelona giành chức vô địch La Liga 2008–09 trước 2 trận đấu, sau khi Real Madrid để thua Villarreal 3–2.
Vào ngày 27 tháng 5 năm 2009, Piqué đấu với câu lạc bộ cũ của mình là Manchester United trong trận chung kết Champions League 2009, cùng Barcelona giành chiến thắng 2-0 tại Roma, hoàn tất cú ăn ba lịch sử và trở thành câu lạc bộ Tây Ban Nha đầu tiên đạt được thành tích này.
Vào ngày 19 tháng 12 năm 2009, Piqué cùng Barcelona đánh bại câu lạc bộ Estudiantes của Argentina với tỷ số 2-1 trong trận chung kết FIFA Club World Cup 2009 tại Abu Dhabi. Piqué có pha kiến tạo cho Pedro ghi bàn gỡ hòa ở phút 89 để đưa trận đấu sang hiệp phụ.
Vào ngày 26 tháng 2 năm 2010, Piqué gia hạn hợp đồng với Barcelona cho đến mùa hè năm 2015. Vào ngày 28 tháng 4 năm 2010, Piqué ghi bàn trong chiến thắng 1–0 tại Champions League của Barcelona trước Inter Milan tại lượt về, nhưng đội của anh đã vẫn thất với tổng tỷ số 3–2 sau 2 lượt trận.

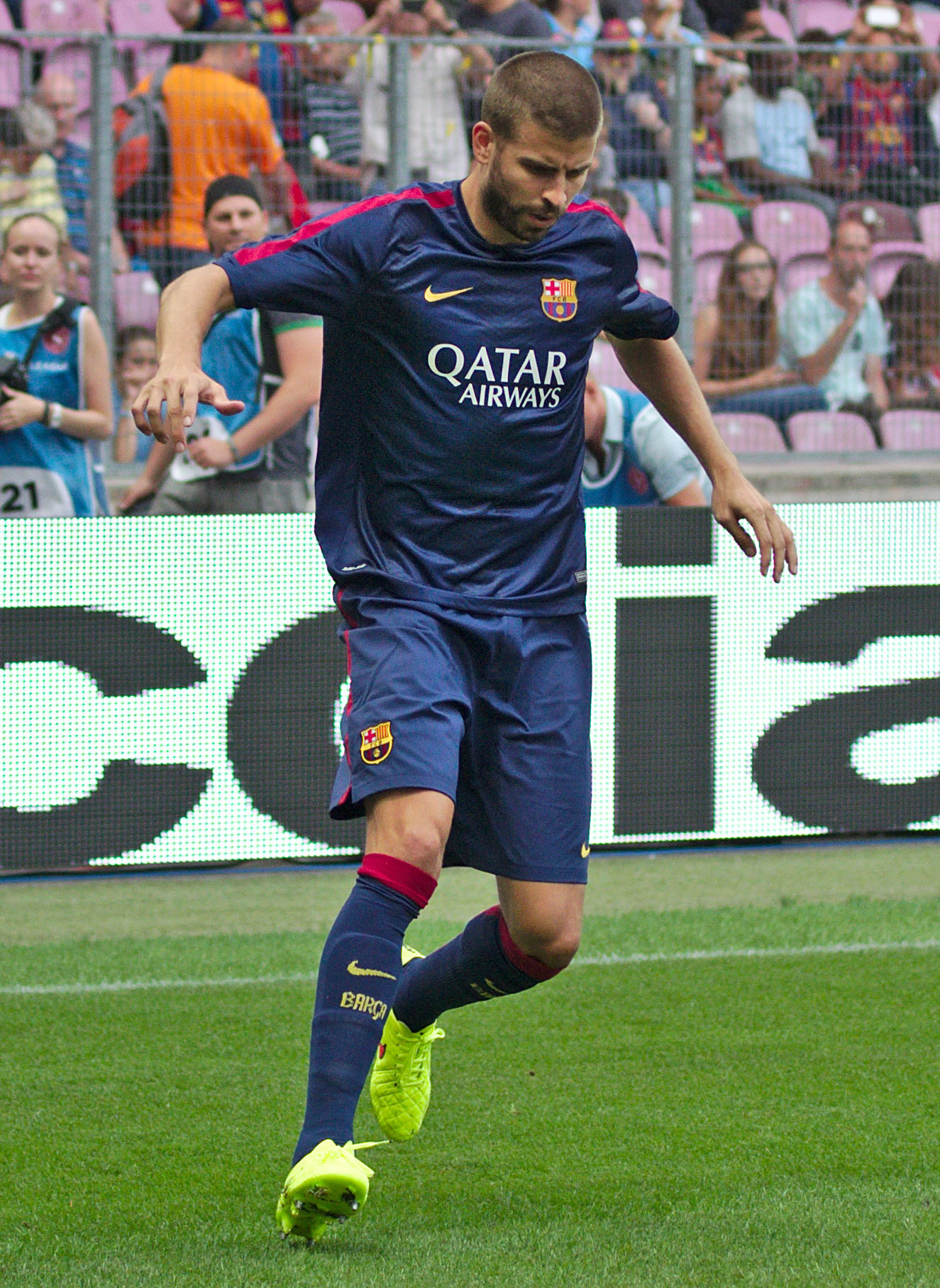
Piqué khởi động trước trận đấu với Napoli năm 2014.

Vào ngày 7 tháng 12 năm 2010, Piqué có lần đầu đeo băng đội trưởng trong trong chiến thắng 5–0 trước câu lạc bộ Rubin Kazan tại Camp Nou trong trận đấu cuối cùng vòng bảng Champions League, khi đội trưởng Carles Puyol và đội phó Xavi đều vắng mặt. Vào ngày 28 tháng 5 năm 2011, Piqué tham dự trận chung kết Champions League lần thứ hai của anh. Barcelona tiếp tục đánh bại Manchester United với tỷ số 3-1 trên sân vận động Wembley để vô địch UEFA Champions League lần thứ 2 sau 3 mùa giải.
Vào ngày 18 tháng 12 năm 2011, Piqué ra sân trong chiến thắng 4–0 của Barcelona trước câu lạc bộ Santos trong trận Chung kết FIFA Club World Cup 2011 tại Yokohama.
Vào ngày 1 tháng 5 năm 2013, tại Champions League, Piqué đá phản lưới nhà, khiến Bayern Munich giành chiến thắng 3–0 ở lượt đi và 7–0 chung cuộc.
Vào ngày 20 tháng 5 năm 2014, Piqué gia hạn hợp đồng với Barcelona, với thời hạn đến năm 2019.
Vào ngày 6 tháng 6 năm 2015, Piqué ra sân ngay từ đầu cho Barça trong trận chung kết UEFA Champions League 2015, đánh bại Juventus 3-1 tại Olympiastadion ở Berlin, giúp Barcelona giành được danh hiệu Champions League lần thứ 5. Điều này giúp Barcelona trở thành câu lạc bộ đầu tiên trong lịch sử giành được cú ăn ba vô địch quốc nội, cúp quốc nội và cúp châu Âu 2 lần. Piqué, Xavi, Lionel Messi, Andrés Iniesta, Sergio Busquets, Dani Alves và Pedro là những cầu thủ duy nhất góp mặt trong cả 2 lần đội giành cú ăn ba.
Vào ngày 20 tháng 12 năm 2015, Piqué cùng Bảcelona giành chiến thắng 3–0 trong trận chung kết FIFA Club World Cup 2015 gặp câu lạc bộ River Plate tại Yokohama.
Vào ngày 18 tháng 1 năm 2018, Piqué tiếp tục gia hạn hợp đồng với Barcelona, có thời hạn đến năm 2022. Anh có trận đấu thứ 500 cho câu lạc bộ vào ngày 25 tháng 8 năm 2019, trong trận đấu với Real Betis.
Vào ngày 20 tháng 10 năm 2020, Piqué gia hạn hợp đồng đến ngày 20 tháng 6 năm 2024, với điều khoản giải phóng lên đến 500 triệu euro.
Vào ngày 3 tháng 3 năm 2021, Piqué ghi bàn thắng bằng đầu ở phút cuối trong trận bán kết Copa del Rey với Sevilla để đưa trận đấu vào hiệp phụ. Tại hiệp phụ, Barcelona thắng 3–0 và tiến vào trận chung kết Copa del Rey, Tại đây, anh cùng toàn đội giành chiến thắng 4–0 trước Athletic Bilbao.
Vào ngày 3 tháng 11 năm 2022, Piqué thông báo rằng anh sẽ giải nghệ sau trận đấu với UD Almería vào ngày 5 tháng 11. Vào ngày 5 tháng 11 năm 2022, Pique chơi trận cuối cùng ở Camp Nou và được thay ra ở phút 84 trong sự hoan nghênh nhiệt liệt của khán giả. Các cầu thủ Barca mặc chiếc áo đặc biệt cho trận đấu có in "Sempr3" ở mặt trước, tên và số của Piqué ở mặt sau, với từ "sempre"trong tiếng Tây Ban Nha có nghĩa là "luôn luôn", và số 3 của Piqué thay thế cho "3". Gerard Piqué khẳng định đây không phải là lời chia tay và anh sẽ trở lại. Chủ tịch LaLiga, Javier Tebas cho rằng một ngày nào đó Gerard Piqué sẽ trở lại và trở thành một "chủ tịch vĩ đại của Barcelona."

## Sự nghiệp quốc tế

### Đội trẻ
Piqué là thành viên của đội U-19 Tây Ban Nha vô địch giải UEFA European Under-19 Championship 2006 ở Ba Lan. Sau đó, anh cùng đội U-20 tham dự giải U-20 thế giới 2007. Piqué ra sân trong cả 6 trận, ghi 1 bàn trong trận gặp Brasil. Tuy nhiên, cú đá hỏng phạt đền của Piqué trong trận gặp Cộng hoà Séc đã khiến Tây Ban Nha bị loại ở tứ kết.

### Đội tuyển quốc gia

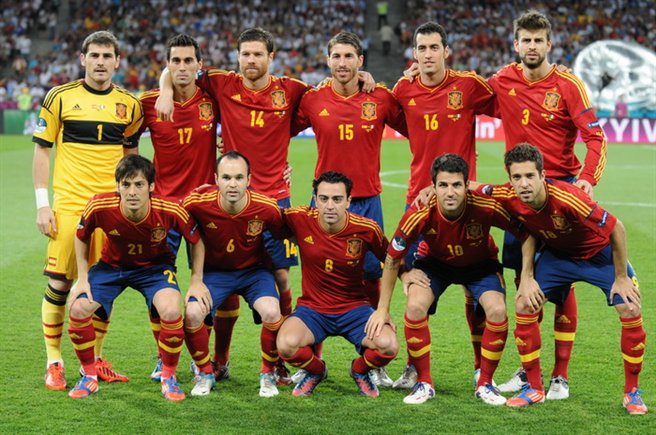
Piqué (hàng sau, đầu tiên từ phải) xếp hàng trước trận Chung kết UEFA Euro 2012.

Piqué lần đầu được triệu tập vào đội tuyển bóng đá quốc gia Tây Ban Nha ngày 6 tháng 2 năm 2009, để chuẩn bị cho trận giao hữu gặp Anh. Anh ấy đã chơi cả trận và cùng đội giành chiến thắng 2–0. Trong trận đấu thứ hai của anh cho đội tuyển quốc gia, vào ngày 28 tháng 3 năm 2009, anh được gọi lên thay thế cho đồng đội bị chấn thương Carles Puyol, anh đã ghi bàn thắng duy nhất trong chiến thắng của Tây Ban Nha ở vòng loại World Cup 2010 trước Thổ Nhĩ Kỳ tại sân vận động Santiago Bernabéu ở Madrid. Bốn ngày sau, anh cũng góp mặt trong chiến thắng 2-1 cũng trước Thổ Nhĩ Kỳ, tại Istanbul.
Piqué có lần đầu tiên thi đấu tại giải đấu cho Tây Ban Nha tại Cúp Liên đoàn các châu lục 2009, đá chính 4 trong 5 trận đấu của đội khi La Roja kết thúc ở vị trí thứ 3.

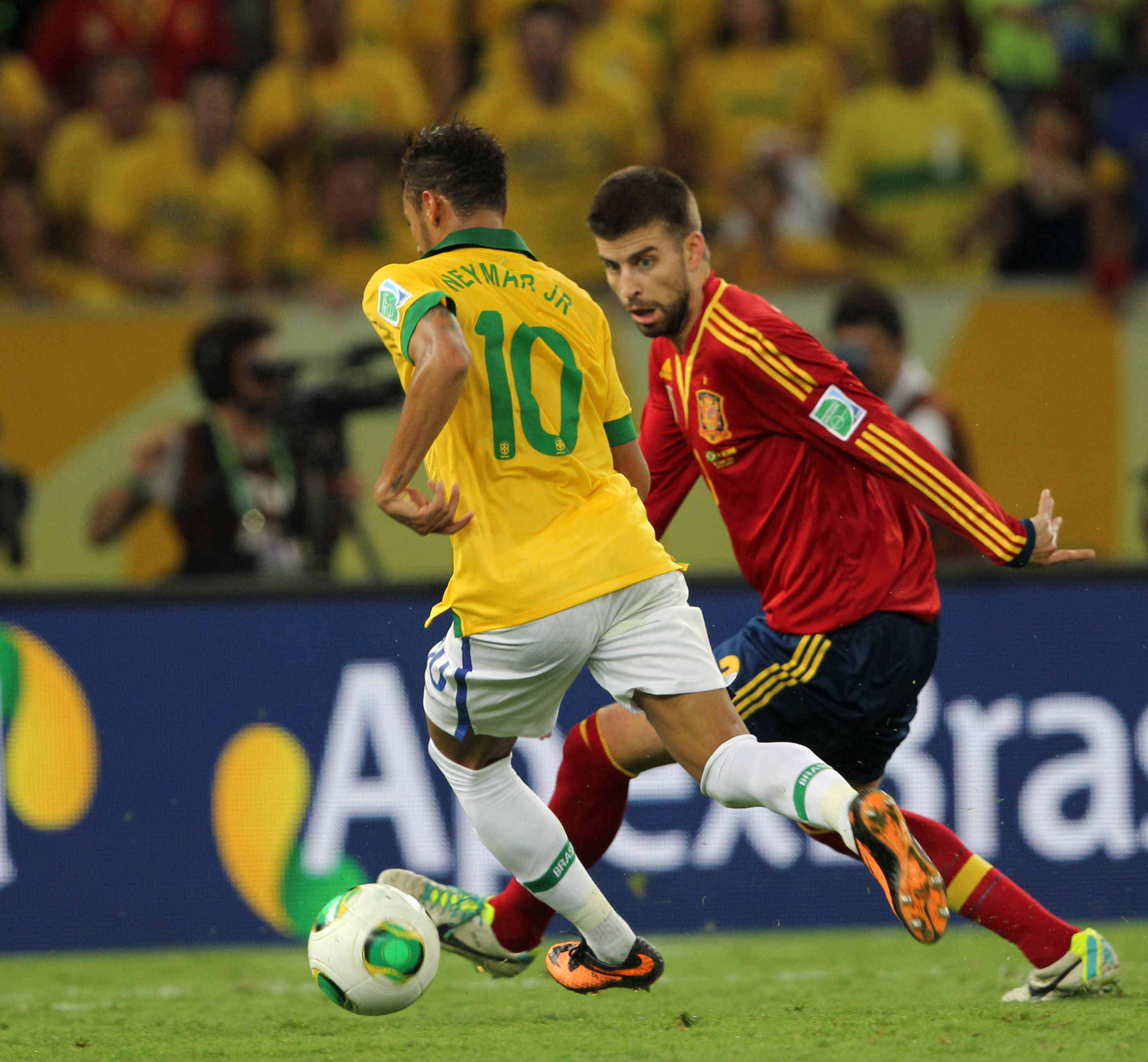
Piqué (phải) thi đấu cho Tây Ban Nha trong trận chung kết FIFA Confederations Cup 2013.

Piqué cùng Puyol là cặp trung vệ số 1 của Tây Ban Nha tại World Cup 2010 ở Nam Phi. Anh đá chính cả 7 trận, góp công lớn vào chức vô địch của Tây Ban Nha. Sự kết hợp giữa Piqué và Puyol giúp Tây Ban Nha chỉ thủng lưới 2 lần trong bảy trận đấu ở World Cup và giữ sạch lưới 4 trận liên tiếp ở vòng loại trực tiếp. Trong trận thua 1–0 của Tây Ban Nha trước Thụy Sĩ, trước khi Gelson Fernandes ghi bàn thắng duy nhất của trận đấu, tiền đạo Eren Derdiyok của Thụy Sĩ đã ngã nhào trước thủ môn Iker Casillas của Tây Ban Nha và vô tình đá vào mặt Piqué, xô ngã anh và để lại một vết xước bên cạnh mắt phải.
Piqué đã thi toàn bộ số thời gian tại UEFA Euro 2012, đá cặp với Sergio Ramos ở trung tâm hàng thủ. Anh cũng thực hiện thành công quả phạt đền thứ 3 của đội trong trận bán kết để giành chiến thắng trước Bồ Đào Nha. Trong trận chung kết, Tây Ban Nha đã có trận giữ sạch lưới thứ 5 liên tiếp trong chiến thắng hủy diệt 4–0 trước Ý. Piqué là một trong ba hậu vệ Tây Ban Nha được UEFA đưa vào Đội hình tiêu biểu khi La Roja chỉ để thủng lưới một bàn sau 6 trận.
Tại Confederations Cup 2013, Piqué là cầu thủ thứ 3 trong số 7 cầu thủ của Tây Ban Nha thực hiện thành công loạt sút của mình trong chiến thắng 7–6 trong loạt luân lưu trước Ý ở bán kết. Vào ngày 30 tháng 6 năm 2013, Piqué được tung vào sân trong trận chung kết với Brasil. Anh bị thẻ đỏ trực tiếp ở phút 68 vì một pha vào bóng thô bạo với Neymar. Trận đấu kết thúc với tỷ số 3–0 nghiêng về Brasil, chấm dứt chuỗi 29 trận bất bại của Tây Ban Nha trong các giải đấu quốc tế.
Trong trận mở màn Euro 2016 của Tây Ban Nha vào ngày 13 tháng 6, Piqué đã ghi bàn thắng thứ 5 cho đội tuyển quốc gia trong chiến thắng 1–0 trước Cộng hòa Séc.
Trong chiến thắng 1–0 trước Iran của Tây Ban Nha tại World Cup 2018 vào ngày 20 tháng 6, Piqué đã có lần thứ 100 ra sân cho đội tuyển quốc gia.
Vào ngày 11 tháng 8 năm 2018, Piqué tuyên bố từ giã sự nghiệp thi đấu quốc tế.
Vào ngày 25 tháng 3 năm 2019, Pique đã có lần thứ 10 ra sân cho đội tuyển Catalunya trong trận giao hữu với Venezuela, vài tháng sau khi anh từ giã đội tuyển quốc gia Tây Ban Nha.

## Phong cách thi đấu

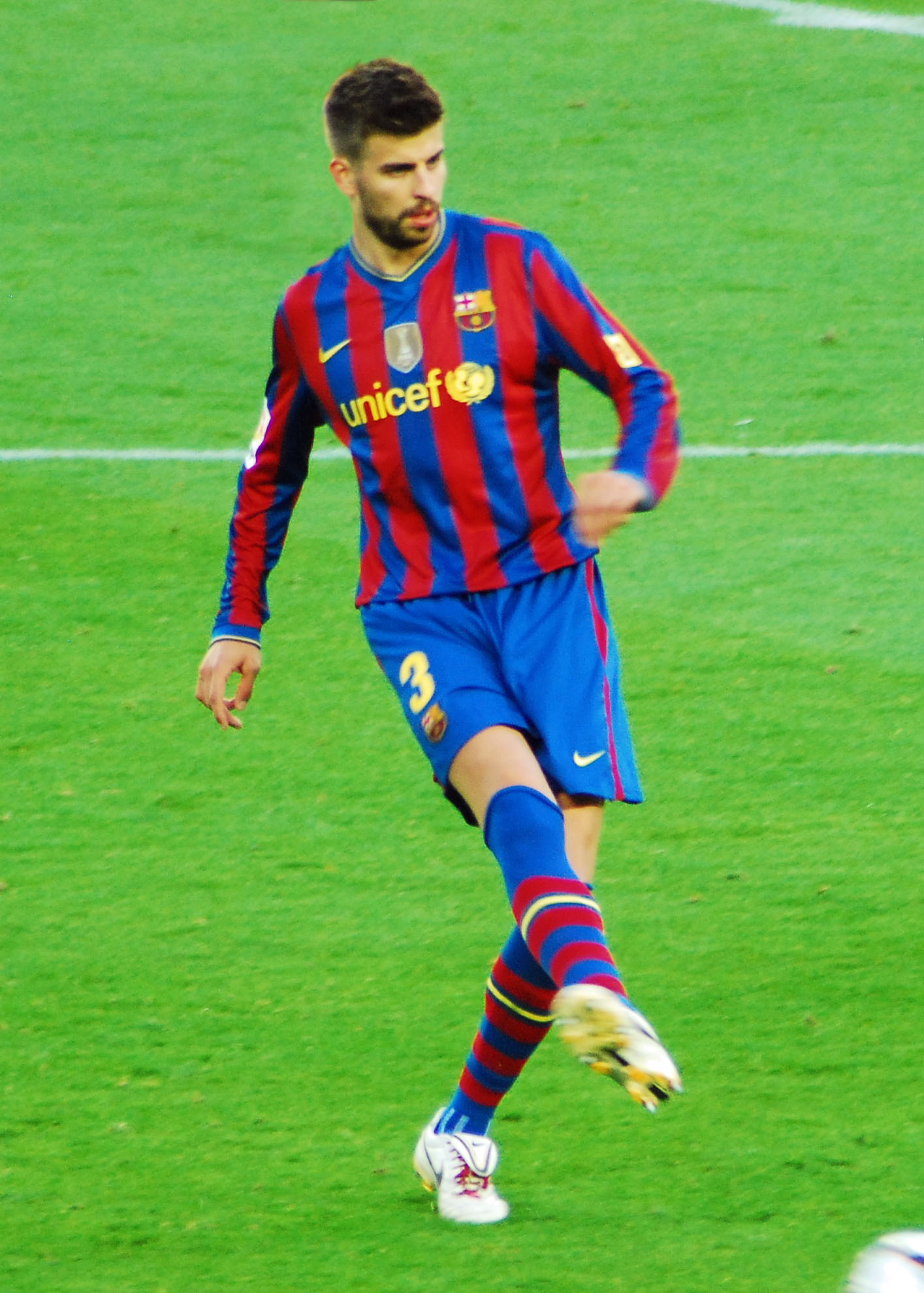
Piqué thi đấu cho Barcelona năm 2010.

Piqué là một hậu vệ hiện đại, có khả năng kết hợp thể lực và tắc bóng với kỹ thuật và chuyền bóng. Do chiều cao và thể chất tốt, anh thường tạo được lợi thế khi không chiến. Dù chủ yếu được thi đấu ở vị trí trung vệ nhưng anh là một cầu thủ khá linh hoạt, có khả năng chơi ở vị trí tiền vệ phòng ngự. Đôi khi, anh cũng có thể đá ở vị trí hậu vệ quét, cho thấy những điểm tương đồng với huyền thoại người Đức, Franz Beckenbauer, do đó anh có biệt danh là "Piquénbauer". Anh cũng nổi tiếng với việc sử dụng chiều cao của mình để tiến lên vị trí tấn công, hoạt động như một tiền đạo ảo, đặc biệt khi đội bóng của anh đang có bất lợi về tỷ số. Khả năng chơi bóng và đọc trận đấu của anh khiến anh tạo thành cặp đôi thi đấu ăn ý với Carles Puyol, ở cả Barcelona và đội tuyển Tây Ban Nha. Mặc dù tài năng của mình khi còn trẻ, nhưng ban đầu anh cũng bị một số chuyên gia đánh giá là dễ mắc lỗi trong khâu phòng ngự, và đôi khi bị chỉ trích vì tính thiếu nhất quán và thiếu tốc độ. Anh được nhiều chuyên gia đánh giá là một trong những hậu vệ xuất sắc nhất trong bóng đá thế giới. Vào năm 2018, đồng đội cũ của anh là Puyol đã miêu tả Piqué là "trung vệ xuất sắc nhất thế giới" nhờ trí thông minh, khả năng lãnh đạo, tư thế quan hệ, sự điềm tĩnh và khả năng dự đoán của mình.

## Thống kê sự nghiệp

### Câu lạc bộ

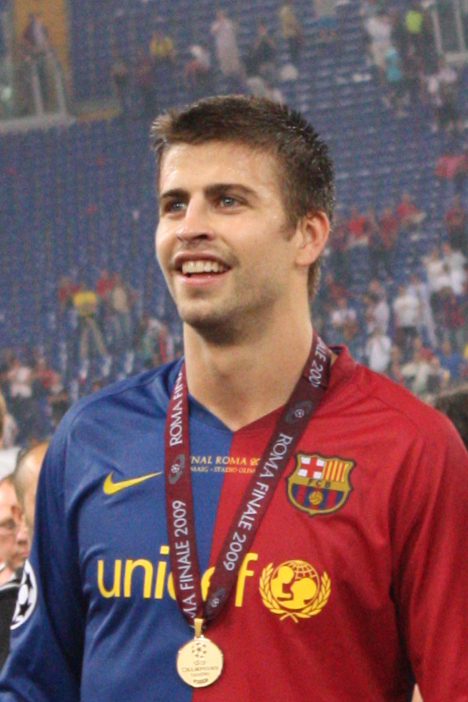
Piqué ăn mừng chiến thắng sau khi nhận huy chương chiến thắng tại Chung kết UEFA Champions League 2009.

Tính đến ngày 5 tháng 11 năm 2022
| Câu lạc bộ           | Mùa giải            | Giải vô địch        | Giải vô địch | Giải vô địch | Cúp quốc gia | Cúp quốc gia | Cúp liên đoàn | Cúp liên đoàn | Châu Âu | Châu Âu | Khác | Khác | Tổng cộng | Tổng cộng |
| Câu lạc bộ           | Mùa giải            | Hạng đấu            | Trận         | Bàn          | Trận         | Bàn          | Trận          | Bàn           | Trận    | Bàn     | Trận | Bàn  | Trận      | Bàn       |
| -------------------- | ------------------- | ------------------- | ------------ | ------------ | ------------ | ------------ | ------------- | ------------- | ------- | ------- | ---- | ---- | --------- | --------- |
| Manchester United    | 2004–05             | Premier League      | 0            | 0            | 1            | 0            | 1             | 0             | 1       | 0       | 0    | 0    | 3         | 0         |
| Manchester United    | 2005–06             | Premier League      | 3            | 0            | 2            | 0            | 2             | 0             | 0       | 0       | —    | —    | 7         | 0         |
| Manchester United    | 2006–07             | Premier League      | 0            | 0            | 0            | 0            | 0             | 0             | 0       | 0       | —    | —    | 0         | 0         |
| Manchester United    | 2007–08             | Premier League      | 9            | 0            | 0            | 0            | 1             | 0             | 3       | 2       | 0    | 0    | 13        | 2         |
| Manchester United    | Tổng cộng           | Tổng cộng           | 12           | 0            | 3            | 0            | 4             | 0             | 4       | 2       | 0    | 0    | 23        | 2         |
| Real Zaragoza (mượn) | 2006–07             | La Liga             | 22           | 2            | 6            | 1            | —             | —             | —       | —       | —    | —    | 28        | 3         |
| Barcelona            | 2008–09             | La Liga             | 25           | 1            | 6            | 1            | —             | —             | 14      | 1       | 0    | 0    | 45        | 3         |
| Barcelona            | 2009–10             | La Liga             | 32           | 2            | 1            | 0            | —             | —             | 12      | 2       | 4    | 0    | 49        | 4         |
| Barcelona            | 2010–11             | La Liga             | 31           | 3            | 7            | 0            | —             | —             | 12      | 1       | 1    | 0    | 51        | 4         |
| Barcelona            | 2011–12             | La Liga             | 22           | 2            | 8            | 0            | —             | —             | 5       | 0       | 3    | 0    | 38        | 2         |
| Barcelona            | 2012–13             | La Liga             | 28           | 2            | 4            | 1            | —             | —             | 10      | 0       | 2    | 0    | 44        | 3         |
| Barcelona            | 2013–14             | La Liga             | 26           | 2            | 2            | 0            | —             | —             | 9       | 2       | 2    | 0    | 39        | 4         |
| Barcelona            | 2014–15             | La Liga             | 27           | 5            | 6            | 1            | —             | —             | 11      | 1       | —    | —    | 44        | 7         |
| Barcelona            | 2015–16             | La Liga             | 30           | 2            | 5            | 2            | —             | —             | 8       | 1       | 3    | 0    | 46        | 5         |
| Barcelona            | 2016–17             | La Liga             | 25           | 2            | 7            | 0            | —             | —             | 8       | 1       | 1    | 0    | 41        | 3         |
| Barcelona            | 2017–18             | La Liga             | 30           | 2            | 8            | 1            | —             | —             | 9       | 1       | 2    | 0    | 49        | 4         |
| Barcelona            | 2018–19             | La Liga             | 35           | 4            | 5            | 0            | —             | —             | 11      | 2       | 1    | 1    | 52        | 7         |
| Barcelona            | 2019–20             | La Liga             | 35           | 1            | 2            | 0            | —             | —             | 7       | 0       | 1    | 0    | 45        | 1         |
| Barcelona            | 2020–21             | La Liga             | 18           | 0            | 2            | 1            | —             | —             | 3       | 2       | 0    | 0    | 23        | 3         |
| Barcelona            | 2021–22             | La Liga             | 27           | 1            | 2            | 0            | —             | —             | 10      | 2       | 1    | 0    | 40        | 3         |
| Barcelona            | 2022–23             | La Liga             | 6            | 0            | 0            | 0            | —             | —             | 4       | 0       | 0    | 0    | 10        | 0         |
| Barcelona            | Tổng cộng           | Tổng cộng           | 397          | 29           | 65           | 7            | —             | —             | 133     | 15      | 21   | 1    | 616       | 52        |
| Tổng cộng sự nghiệp  | Tổng cộng sự nghiệp | Tổng cộng sự nghiệp | 431          | 31           | 74           | 8            | 4             | 0             | 137     | 17      | 21   | 1    | 667       | 57        |

1. ↑  Bao gồm FA Cup, Copa del Rey
2. ↑  Bao gồm League Cup
3. 1 2 3 4 5 6 7 8 9 10 11 12 13 14  Ra sân tại UEFA Champions League
4. ↑  1 lần ra sân tại UEFA Super Cup, 11 lần ra sân và 2 bàn tại UEFA Champions League
5. ↑  2 lần ra sân tại Supercopa de España, 2 lần ra sân tại FIFA Club World Cup
6. 1 2 3 4 5 6 7 8  Ra sân tại Supercopa de España
7. ↑  2 lần ra sân tại Supercopa de España, 1 lần ra sân tại FIFA Club World Cup
8. ↑  1 lần ra sân tại UEFA Super Cup, 7 lần ra sân tại và 1 bàn thắng tại UEFA Champions League
9. ↑  1 lần ra sân tại Supercopa de España, 2 lần ra sân tại FIFA Club World Cup
10. ↑  5 lần ra sân và 1 bàn tại UEFA Champions League, 5 lần ra sân và 1 bàn tại UEFA Europa League

### Quốc tế

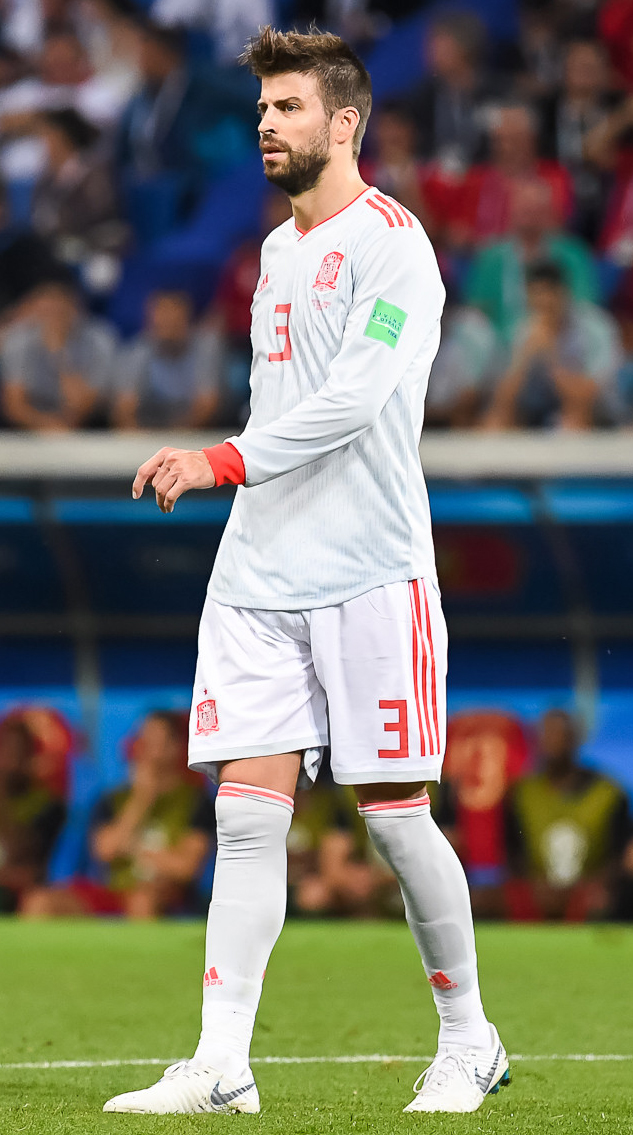
Piqué trong trận đấu với Bồ Đào Nha tại FIFA World Cup 2018.

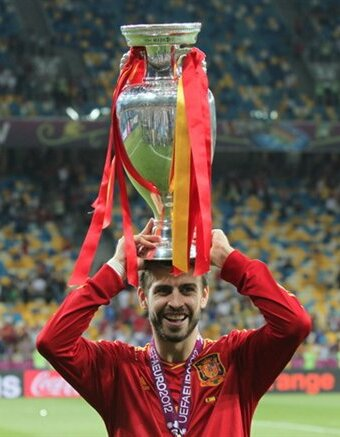
Piqué với chiếc cúp Henri Delaunay sau chung kết UEFA Euro 2012

Tính đến ngày 1 tháng 7 năm 2018
| Đội tuyển quốc gia | Năm       | Trận | Bàn |
| ------------------ | --------- | ---- | --- |
| Tây Ban Nha        | 2009      | 13   | 4   |
| Tây Ban Nha        | 2010      | 16   | 0   |
| Tây Ban Nha        | 2011      | 8    | 0   |
| Tây Ban Nha        | 2012      | 11   | 0   |
| Tây Ban Nha        | 2013      | 11   | 0   |
| Tây Ban Nha        | 2014      | 6    | 0   |
| Tây Ban Nha        | 2015      | 8    | 0   |
| Tây Ban Nha        | 2016      | 12   | 1   |
| Tây Ban Nha        | 2017      | 9    | 0   |
| Tây Ban Nha        | 2018      | 8    | 0   |
| Tổng cộng          | Tổng cộng | 102  | 5   |

#### Bàn thắng quốc tế
| #  | Ngày                 | Địa điểm                                                | Đối thủ              | Bàn thắng | Kết quả | Giải đấu                      |
| -- | -------------------- | ------------------------------------------------------- | -------------------- | --------- | ------- | ----------------------------- |
| 1. | 28 tháng 3 năm 2009  | Sân vận động Santiago Bernabéu, Madrid, Tây Ban Nha     | Thổ Nhĩ Kỳ           | 1–0       | 1–0     | Vòng loại FIFA World Cup 2010 |
| 2. | 12 tháng 8 năm 2009  | Philip II Arena, Skopje, Macedonia                      | Macedonia            | 2–2       | 3–2     | Giao hữu                      |
| 3. | 5 tháng 9 năm 2009   | Sân vận động Riazor, La Coruña, Tây Ban Nha             | Bỉ                   | 5–0       | 5–0     | Vòng loại World Cup 2010      |
| 4. | 14 tháng 10 năm 2009 | Sân vận động Bilino Polje, Zenica, Bosna và Hercegovina | Bosna và Hercegovina | 1–0       | 5–2     | Vòng loại World Cup 2010      |
| 5. | 13 tháng 6 năm 2016  | Sân vận động Thành phố, Toulouse, Pháp                  | Cộng hòa Séc         | 1–0       | 1–0     | UEFA Euro 2016                |

## Danh hiệu

### Câu lạc bộ

#### Manchester United
- Premier League: 2007–08[94]
- EFL Cup: 2005–06
- FA Community Shield: 2007
- UEFA Champions League: 2007–08

#### Barcelona
- La Liga: 2008–09, 2009–10, 2010–11, 2012–13, 2014–15, 2015–16, 2017–18, 2018–19
- Copa del Rey: 2008–09, 2011–12, 2014–15, 2015–16, 2016–17, 2017–18, 2020–21
- Supercopa de España: 2009, 2010, 2011, 2013, 2016, 2018
- UEFA Champions League: 2008–09, 2010–11, 2014–15
- UEFA Super Cup: 2009, 2011, 2015
- FIFA Club World Cup: 2009, 2011, 2015

### Quốc tế

#### U-19 Tây Ban Nha
- Giải vô địch bóng đá U19 châu Âu: 2006

#### Tây Ban Nha
- FIFA World Cup: 2010
- UEFA Euro: 2012

### Cá nhân
- Don Balón Award: 2008–09
- La Liga Best Defender: 2009–10
- La Liga Team of the Season: 2014–15, 2015–16
- UEFA Champions League Team of the Season: 2014–15
- UEFA La Liga Team of the Season: 2016–17
- UEFA European Championship Team of the Tournament: 2012
- UEFA Team of the Year: 2010, 2011, 2012, 2015, 2016
- FIFA FIFPro World11: 2010, 2011, 2012, 2016
- FIFA FIFPro World11 2nd team: 2013, 2015, 2017
- FIFA FIFPro World11 3rd team: 2014, 2018
- FIFA FIFPro World11 nominee: 2019 (9th defender)
- ESM Team of the Year: 2010–11, 2013–14, 2014–15, 2015–16
- Footballer of the Year in Catalonia: 2019
- Globe Soccer Awards – Player Career Award: 2020

### Huy chương
- Gold Medal of the Royal Order of Sporting Merit: 2011